# 1963-as sakkvilágbajnokság
 Ez a cikk a sakkjátszmák algebrai lejegyzését alkalmazza.
Az 1963-as sakkvilágbajnokság döntője a Nemzetközi Sakkszövetség (FIDE) által szervezett 24 játszmás párosmérkőzés, amelyre a címvédő szovjet Mihail Botvinnik és a kihívó szovjet Tigran Petroszján között a Szovjetunióban, Moszkvában került sor 1963. március 23. – május 7. között.
A mérkőzés Tigran Petroszján 12½–9½ arányú győzelmével ért véget, ezzel elhódította a világbajnoki címet, és ő lett a sakkozás kilencedik hivatalos világbajnoka.

## Előzmények
Alekszandr Aljechin sakkvilágbajnok 1946-ban bekövetkezett halála miatt a Nemzetközi Sakkszövetség a világ akkor legerősebbnek számító sakkozói részvételével 1948-ban ötfordulós körmérkőzéses versenyt rendezett, amelynek győztese, Mihail Botvinnik lett jogosult a sakkvilágbajnoki cím viselésére.
A FIDE 1946-ban Hágában meghatározta az egyéni világbajnokság további menetének szabályait. Eszerint háromévenként kell világbajnoki párosmérkőzést rendezni, amelyet meg kell előznie a világbajnokjelölt személyét kiválasztó versenysorozatnak, amely zónaversenyekből, egy zónaközi versenyből és egy világbajnokjelölti tornából áll. A versenysorozat győztese játszhat 24 játszmás párosmérkőzést a regnáló világbajnokkal. A FIDE döntött arról is, hogy a párosmérkőzés döntetlen eredménye esetén a világbajnok megtartja címét.
1951-ben David Bronstejn és 1954-ben Vaszilij Szmiszlov is 12–12–es döntetlent játszott a regnáló világbajnokkal, így Botvinnik mindkét esetben megvédte címét.
Az 1957-es sakkvilágbajnokságon Vaszilij Szmiszlovnak második próbálkozásra sikerült elhódítania a világbajnoki címet, miután 12,5–9,5 arányú győzelmet aratott, azonban Botvinnik élve a szabályok biztosította visszavágó lehetőségével 1958-ban 12,5–10,5 arányú győzelmével visszahódította azt. Az 1960-as sakkvilágbajnokságon Mihail Tal 12,5–8,5 arányú győzelmet aratva elhódította a címet, de Botvinnik ismét élt a visszavágás lehetőségével, és 1961-ben 13–8 arányban visszaszerezte azt.
A Nemzetközi Sakkszövetség 1959-ben Luxemburgban tartott kongresszusán újraszabályozta a világbajnokságok rendszerét. Eszerint a világbajnokságok hároméves ciklusban zajlanak, amelyek zónaversenyekkel kezdődnek, az ezekből továbbjutók zónaközi versenyen mérik össze erejüket. A zónaközi verseny első hat helyezettje jut tovább a világbajnokjelöltek versenyébe, ahol csatlakozik hozzájuk az előző világbajnoki döntő vesztese, valamint az előző világbajnokjelöltek versenyének második helyezettje. A kongresszus megszüntette a világbajnok egy éven belüli visszavágásának lehetőségét. Ugyancsak megszüntették azt a gyakorlatot is, hogy a világbajnokjelöltek versenyének résztvevői a következő ciklusban a zónaközi versenyen indulhatnak.

### Zónaversenyek
Az 1960–1963-as világbajnoki ciklusban kilenc zónaversenyre került sor, az ázsiai zónát két alzónára osztották, és az alzónák győztesei még külön mérkőztek a zónából továbbjutásért.
1. zónaMadrid (Spanyolország)
1960. májusban Madridban rendezték az „Európai 1. zóna” versenyét, amelyen az élen négyes holtverseny született a holland Donner, a jugoszláv Gligorić, a spanyol Pomar és a magyar Portisch Lajos között. Mivel ebből a zónából csak három versenyző juthatott tovább, köztük rájátszás döntött, melynek eredményeként Gligorić, Pomar és Portisch kvalifikálta magát a zónaközi versenyre.
2. zóna (törölt verseny)Berg en Dal (Hollandia)
A második európai zóna versenyét 1960. novemberben rendezték Hollandiában. A verseny botránnyal indult, mert a hatóságok nem adtak a keletnémet Uhlmann nagymesternek beutazási vízumot. A döntés miatt a bolgár, a cseh, a magyar, a lengyel és a jugoszláv sakkszövetség visszahívta játékosait a versenyről. A versenyt megfogyatkozott 10 fős mezőnnyel megrendezték ugyan, de a FIDE úgy döntött, hogy nem tekinti hivatalos zónaversenynek. Az első helyen az izlandi Olafsson, a második-harmadik helyen holtversenyben az osztrák Dückstein és a nyugatnémet Teschner végzett.
2. zóna (megismételt verseny)Marianske Lazné (Csehszlovákia)
A töröltként nyilvántartott hollandiai zónaverseny helyett megrendezett tornára 1961. júliusban Csehszlovákiában került sor. A versenyt ezúttal is az izlandi Olafsson nyerte a csehszlovák Filip és a keletnémet Uhlmann előtt.
A FIDE 1961-ben Szófiában tartott kongresszusán úgy határozott, hogy amennyiben ezentúl egy versenyen valamely versenyző politikai okok miatt nem tud részt venni, azt a versenyt nem tekintik FIDE-versenynek. A Berg en Dalban rendezett versenyt is törölték a FIDE-versenyek közül. Az onnan kvalifikációt szerzett versenyzők közül Olafsson a megismételt versenyt is megnyerte, a második-harmadik helyezett Dückstein és Teschner között (akik a megismételt versenyen nem vettek részt) párosmérkőzést kellett játszani a továbbjutásért, amelyen 3–3-as döntetlen született, a továbbjutó Teschner lett a versenyen elért jobb Sonneborn–Berger-számítás szerinti értéke alapján.
3. zónaBudapest
A harmadik európai zóna versenyére 1960. májusban Budapesten került sor. Az első helyet a magyar Barcza Gedeon szerezte meg, a 2–5. helyen holtverseny alakult ki a jugoszláv Bertok és Matanović, valamint a magyar Bilek István és a holland van Scheltinga között. Közülük a rájátszás eredménye alapján Bilek és Bertok jutott tovább Barcza mellett a zónaközi versenyre.
4. zónaMoszkva, szovjet bajnokság
Az 1961. januárban rendezett 28. szovjet sakkbajnokság egyben zónaversenynek is számított. Ebből a zónából négy versenyző juthatott tovább a zónaközi versenyre. Az 1. helyet Tigran Petroszján szerezte meg Viktor Korcsnoj előtt, a harmadik-negyedik helyen Leonid Stein és Jefim Geller végzett. A FIDE-döntés alapján ezúttal kiesett a további versenysorozatból a legutóbbi világbajnokjelöltek versenyének két résztvevője: Szmiszlov és Szpasszkij.
5. zónaNew York, az Egyesült Államok bajnoksága
Az 1960. december – 1961. januárban rendezett 13. USA-bajnokság egyúttal a világbajnokság zónaversenyének számított. A győzelmet az ekkor is még csak 18 éves Bobby Fischer szerezte meg Lombardy és Weinstein előtt előtt. Ebből a zónából hárman kvalifikálhatták magukat a zónaközi versenyre. Lombardy és Weinstein visszalépett, ezért Fischer mellett Bisguier és az ekkor már amerikai színekben játszó Benkő Pál indulhatott.
6. zónaMontreal
Az 1959. augusztusban rendezett kanadai zónaversenyről az első helyezett juthatott tovább. A győzelmet Yanofsky szerezte meg a magyar származású, Kanadában élő Füstér Géza előtt. Yanofsky szerezte meg a kvalifikációt, Füstér a tartalék lett, esetleges visszalépés esetén. (Erre nem került sor.)
7. zónaCaracas (Venezuela)
A közép-amerikai zóna versenyére 1960. novemberben Caracasban került sor, amelyről egy versenyző kvalifikálhatta magát a zónaközi versenyre. Az első helyet a kolumbiai Miguel Cuellar Gacharná szerezte meg.
8. zónaSao Paolo (Brazília)
Az 1960. november–decemberben rendezett dél-amerikai zónaversenyről három versenyző juthatott tovább. Az első helyet az argentin Julio Bolbochán szerezte meg az ugyancsak argentin Samuel Schweber előtt. A harmadik–ötödik helyen holtverseny alakult ki, végül a rájátszásból a brazil Eugenio German került ki győztesen, és jutott tovább.
9–1. (keleti) alzónaSydney (Ausztrália)
Az 1960. október–novemberben megrendezett versenyen az ausztrál Cecil Purdy győzött.
9–2. (nyugati) alzónaMadras (India)
A nyugati alzóna versenyén csak két versenyző vett részt. Az indiai Aaron párosmérkőzésen verte a mongol Momót.
A két alzóna győztese közötti párosmérkőzést az indiai Aaron 3–0 arányban nyerte, így ő jutott tovább a zónaközi versenyre.

### Zónaközi verseny
A zónaversenyek eredményei alapján kialakult mezőny részvételével 1962. január–márciusban a svédországi Stockholmban zajlott a világbajnokság zónaközi döntője. A kiírás szerint az első hat helyezett juthatott tovább a világbajnokjelöltek versenyére.
A versenyt Bobby Fischer nyerte, 2,5 pont előnnyel a második és harmadik helyezett Tigran Petroszján és Jefim Geller előtt, a 4–5. helyen Viktor Korcsnoj és a csehszlovák Filip végzett. A hatodik helyen hármas holtverseny alakult ki a jugoszláv Gligorić, az amerikai színekben induló Benkő Pál és a szovjet Stein között. A rájátszást Stein nyerte, így ő kvalifikálta magát hatodikként a világbajnokjelöltek versenyébe. Tekintettel azonban arra a FIDE által hozott szabályra, hogy egy országból legfeljebb csak három versenyző vehet részt a világbajnokjelöltek versenyén, Stein csak akkor indulhatott volna, ha az előtte végző három másik szovjet versenyző közül valamelyik visszalép. Erre nem került sor, így a világbajnokjelöltek versenyén Benkő Pál indulhatott.
|    | Versenyző         | Ország                    | 1 | 2 | 3 | 4 | 5 | 6 | 7 | 8 | 9 | 10 | 11 | 12 | 13 | 14 | 15 | 16 | 17 | 18 | 19 | 20 | 21 | 22 | 23 | +  | =  | -  | Pont |
| -- | ----------------- | ------------------------- | - | - | - | - | - | - | - | - | - | -- | -- | -- | -- | -- | -- | -- | -- | -- | -- | -- | -- | -- | -- | -- | -- | -- | ---- |
| 1  | Bobby Fischer     | Amerikai Egyesült Államok | – | ½ | ½ | 1 | ½ | ½ | ½ | ½ | ½ | 1  | ½  | 1  | 1  | 1  | 1  | 1  | 1  | 1  | 1  | 1  | ½  | 1  | 1  | 13 | 9  | 0  | 17½  |
| 2  | Jefim Geller      | Szovjetunió               | ½ | – | ½ | ½ | ½ | ½ | 1 | 1 | 1 | 1  | 0  | ½  | 1  | ½  | 1  | 1  | 1  | ½  | ½  | ½  | 1  | 0  | 1  | 10 | 10 | 2  | 15   |
| 3  | Tigran Petroszján | Szovjetunió               | ½ | ½ | – | ½ | ½ | ½ | ½ | ½ | ½ | ½  | 1  | 1  | ½  | ½  | 1  | ½  | ½  | 1  | 1  | 1  | 1  | ½  | 1  | 8  | 14 | 0  | 15   |
| 4  | Viktor Korcsnoj   | Szovjetunió               | 0 | ½ | ½ | – | 1 | ½ | ½ | ½ | ½ | 0  | 1  | 1  | ½  | 1  | 1  | ½  | ½  | 1  | ½  | 1  | 1  | 0  | 1  | 9  | 10 | 3  | 14   |
| 5  | Miroslav Filip    | Csehszlovákia             | ½ | ½ | ½ | 0 | – | ½ | ½ | 1 | 0 | ½  | ½  | ½  | 1  | 1  | ½  | ½  | 1  | ½  | 1  | ½  | 1  | 1  | 1  | 8  | 12 | 2  | 14   |
| 6  | Svetozar Gligorić | Jugoszlávia               | ½ | ½ | ½ | ½ | ½ | – | ½ | 0 | ½ | ½  | ½  | 1  | ½  | 1  | 0  | 1  | 1  | ½  | ½  | 1  | ½  | 1  | 1  | 7  | 13 | 2  | 13½  |
| 7  | Benkő Pál         | Amerikai Egyesült Államok | ½ | 0 | ½ | ½ | ½ | ½ | – | ½ | 1 | ½  | ½  | 0  | ½  | ½  | 1  | 1  | 0  | 1  | 1  | 1  | ½  | 1  | 1  | 8  | 11 | 3  | 13½  |
| 8  | Leonid Stein      | Szovjetunió               | ½ | 0 | ½ | ½ | 0 | 1 | ½ | – | 0 | 1  | ½  | 0  | 1  | ½  | ½  | 1  | 1  | ½  | ½  | 1  | 1  | 1  | 1  | 9  | 9  | 4  | 13½  |
| 9  | Wolfgang Uhlmann  | NDK                       | ½ | 0 | ½ | ½ | 1 | ½ | 0 | 1 | – | 0  | 1  | 1  | ½  | 0  | 1  | 1  | 0  | 1  | 1  | 1  | 0  | 1  | 0  | 10 | 5  | 7  | 12½  |
| 10 | Portisch Lajos    | Magyarország              | 0 | 0 | ½ | 1 | ½ | ½ | ½ | 0 | 1 | –  | ½  | ½  | ½  | ½  | ½  | 1  | 1  | 1  | 0  | 1  | 1  | 1  | 0  | 8  | 9  | 5  | 12½  |
| 11 | Arturo Pomar      | Spanyolország             | ½ | 1 | 0 | 0 | ½ | ½ | ½ | ½ | 0 | ½  | –  | ½  | 0  | 0  | 1  | ½  | 1  | ½  | 1  | ½  | 1  | 1  | 1  | 7  | 10 | 5  | 12   |
| 12 | Friðrik Ólafsson  | Izland                    | 0 | ½ | 0 | 0 | ½ | 0 | 1 | 1 | 0 | ½  | ½  | –  | ½  | 0  | ½  | ½  | ½  | 1  | 1  | 1  | 1  | 1  | 1  | 8  | 8  | 6  | 12   |
| 13 | Julio Bolbochán   | Argentína                 | 0 | 0 | ½ | ½ | 0 | ½ | ½ | 0 | ½ | ½  | 1  | ½  | –  | ½  | ½  | ½  | 1  | ½  | 1  | ½  | ½  | 1  | 1  | 5  | 13 | 4  | 11½  |
| 14 | Barcza Gedeon     | Magyarország              | 0 | ½ | ½ | 0 | 0 | 0 | ½ | ½ | 1 | 1  | 1  | 1  | ½  | –  | ½  | ½  | ½  | ½  | ½  | ½  | 1  | 0  | 1  | 5  | 12 | 5  | 11   |
| 15 | Bilek István      | Magyarország              | 0 | 0 | 0 | 0 | ½ | 1 | 0 | ½ | 0 | ½  | 0  | ½  | ½  | ½  | –  | ½  | 1  | ½  | 1  | 1  | 1  | 1  | 1  | 7  | 8  | 7  | 11   |
| 16 | Arthur Bisguier   | Amerikai Egyesült Államok | 0 | 0 | ½ | ½ | ½ | 0 | 0 | 0 | 0 | 0  | ½  | ½  | ½  | ½  | ½  | –  | ½  | ½  | 1  | ½  | 1  | 1  | 1  | 4  | 11 | 7  | 9½   |
| 17 | Daniel Yanofsky   | Kanada                    | 0 | 0 | ½ | ½ | 0 | 0 | 1 | 0 | 1 | 0  | 0  | ½  | 0  | ½  | 0  | ½  | –  | ½  | 1  | ½  | ½  | 0  | ½  | 3  | 9  | 10 | 7½   |
| 18 | Mario Bertok      | Jugoszlávia               | 0 | ½ | 0 | 0 | ½ | ½ | 0 | ½ | 0 | 0  | ½  | 0  | ½  | ½  | ½  | ½  | ½  | –  | ½  | 0  | ½  | 1  | ½  | 1  | 13 | 8  | 7½   |
| 19 | Eugenio German    | Brazília                  | 0 | ½ | 0 | ½ | 0 | ½ | 0 | ½ | 0 | 1  | 0  | 0  | 0  | ½  | 0  | 0  | 0  | ½  | –  | ½  | ½  | 1  | 1  | 3  | 8  | 11 | 7    |
| 20 | Samuel Schweber   | Argentína                 | 0 | ½ | 0 | 0 | ½ | 0 | 0 | 0 | 0 | 0  | ½  | 0  | ½  | ½  | 0  | ½  | ½  | 1  | ½  | –  | 1  | ½  | ½  | 2  | 10 | 10 | 7    |
| 21 | Rudolf Teschner   | NSZK                      | ½ | 0 | 0 | 0 | 0 | ½ | ½ | 0 | 1 | 0  | 0  | 0  | ½  | 0  | 0  | 0  | ½  | ½  | ½  | 0  | –  | 1  | 1  | 3  | 7  | 12 | 6½   |
| 22 | Miguel Cuéllar    | Kolumbia                  | 0 | 1 | ½ | 1 | 0 | 0 | 0 | 0 | 0 | 0  | 0  | 0  | 0  | 1  | 0  | 0  | 1  | 0  | 0  | ½  | 0  | –  | ½  | 4  | 13 | 15 | 5½   |
| 23 | Manuel Aaron      | India                     | 0 | 0 | 0 | 0 | 0 | 0 | 0 | 0 | 1 | 1  | 0  | 0  | 0  | 0  | 0  | 0  | ½  | ½  | 0  | ½  | 0  | ½  | –  | 2  | 4  | 16 | 4    |
A rájátszás eredménye:
|   | Versenyző         | Ország                    | 1   | 2   | 3   | Pont |
| - | ----------------- | ------------------------- | --- | --- | --- | ---- |
| 1 | Leonid Stein      | Szovjetunió               | x x | ½ ½ | 1 1 | 3/4  |
| 2 | Benkő Pál         | Amerikai Egyesült Államok | ½ ½ | x x | 1 – | 2/3  |
| 3 | Svetozar Gligorić | Jugoszlávia               | 0 0 | 0 – | x x | 0/3  |

### A világbajnokjelöltek versenye
Az 1963-as sakkvilágbajnokság világbajnokjelöltjeinek versenyét 1962. május 2. – június 26. között Curaçao szigetén rendezték négyfordulós körmérkőzés formájában. A versenyen a zónaközi versenyről továbbjutott hat versenyzőhöz csatlakozott Paul Keres és Mihail Tal.
A versenyt Tigran Petroszján nyerte, és megszerezte a regnáló világbajnok Mihail Botvinnik kihívásának jogát.
| H. | Versenyző               | Ország                    | PET  | KER  | GEL  | FIS  | KOR  | BEN  | TAL  | FIL  | Pont |
| -- | ----------------------- | ------------------------- | ---- | ---- | ---- | ---- | ---- | ---- | ---- | ---- | ---- |
| 1  | Tigran Petroszján       | Szovjetunió               | –    | ½½½½ | ½½½½ | ½1½½ | ½½11 | ½½1½ | 11½− | ½11½ | 17½  |
| 2= | Paul Keres              | Szovjetunió               | ½½½½ | –    | ½½½½ | 0½1½ | ½½1½ | 1110 | 1½1− | ½11½ | 17   |
| 2= | Jefim Geller            | Szovjetunió               | ½½½½ | ½½½½ | –    | 11½0 | ½½1½ | ½½½1 | ½11− | ½11½ | 17   |
| 4  | Bobby Fischer           | Amerikai Egyesült Államok | ½0½½ | 1½0½ | 00½1 | –    | 010½ | 01½1 | ½1½− | 1½1½ | 14   |
| 5  | Viktor Lvovics Korcsnoj | Szovjetunió               | ½½00 | ½½0½ | ½½0½ | 101½ | –    | ½½½0 | 10½− | 1111 | 13½  |
| 6  | Benkő Pál               | Amerikai Egyesült Államok | ½½0½ | 0001 | ½½½0 | 10½0 | ½½½1 | –    | 10½− | 011½ | 12   |
| 7= | Mihail Tal[8]           | Szovjetunió               | 00½− | 0½0− | ½00− | ½0½− | 01½− | 01½− | –    | 10½− | 7    |
| 7= | Miroslav Filip          | Csehszlovákia             | ½00½ | ½00½ | ½00½ | 0½0½ | 0000 | 100½ | 01½− | –    | 7    |
A 2. helyet rájátszás során döntötték el. amelyen Keres 4,5–3,5 arányban legyőzte Gellert, így ő kvalifikálta magát közvetlenül a következő világbajnoki ciklus világbajnokjelöltek versenyére.

## A világbajnoki döntő
Az 1963-as világbajnokság döntőjére a világbajnokjelöltek versenyét megnyerő Tigran Petroszján és a világbajnoki címet kétszer 1 év megszakítással 1948 óta védő Mihail Botvinnik között került sor Moszkvában 1963. március 23. – május 20. között.
A világbajnoki mérkőzés előtt öt versenyjátszmát váltottak egymással +1 -1 =3 eredménnyel, azaz 2,5–2,5 pontot szerezve.
Petroszján 1961. májusban vette át a vezetést a világranglistán, és a világbajnoki döntő kezdetén, 1963. márciusban is ő állt az élen. Botvinnik 1962. szeptemberben még a 2. helyen állt, de a mérkőzés kezdetén már csak a 7. volt. Petroszjánon kívül Viktor Korcsnoj, Jefim Geller, Bobby Fischer, Szpasszkij és Keres is megelőzte.
A mérkőzés szabályait a FIDE 1949. márciusban Párizsban tartott kongresszusa határozta meg. A győztes az, aki először éri el a 12,5 pontot legfeljebb 24 játszmából. 12–12 esetén a világbajnok megtartja címét. 2,5 óra állt rendelkezésre 40 lépés megtételéhez, majd óránként 16 lépést kellett tenni. Ötórányi játék után a játszma függőben maradt, amelyet másnap folytattak.
Az első játszmát Botvinnik nyerte, de az 5. és a 7. játszmában aratott győzelmével Petroszján átvette a vezetést. A mérlőzás félidejében 6,5–5,5 arányban vezetett. A 14. játszmában Botvinnik egyenlített, de rögtön a következő játszmában Petroszján ismét győzni tudott. A 18. és a 19. játszma pecsételte meg a mérkőzés sorsát, amikor a kihívó két újabb győzelmével immár három pont előnyre tett szert. Az utolsó három játszma döntetlenül végződött, ami azt jelentette, hogy Petroszján elnyerte a világbajnoki címet, ezzel ő lett a sakkozás kilencedik hivatalos világbajnoka.
Mivel a FIDE a visszavágás lehetőségét megszüntette, Botvinniknak ez volt az utolsó világbajnoksági szereplése. Bejelentette, hogy visszavonul a világbajnokságokon való részvételtől.
| Versenyző         | Ország      | 1 | 2 | 3 | 4 | 5 | 6 | 7 | 8 | 9 | 10 | 11 | 12 | 13 | 14 | 15 | 16 | 17 | 18 | 19 | 20 | 21 | 22 | Pont |
| ----------------- | ----------- | - | - | - | - | - | - | - | - | - | -- | -- | -- | -- | -- | -- | -- | -- | -- | -- | -- | -- | -- | ---- |
| Mihail Botvinnik  | Szovjetunió | 1 | ½ | ½ | ½ | 0 | ½ | 0 | ½ | ½ | ½  | ½  | ½  | ½  | 1  | 0  | ½  | ½  | 0  | 0  | ½  | ½  | ½  | 9½   |
| Tigran Petroszján | Szovjetunió | 0 | ½ | ½ | ½ | 1 | ½ | 1 | ½ | ½ | ½  | ½  | ½  | ½  | 0  | 1  | ½  | ½  | 1  | 1  | ½  | ½  | ½  | 12½  |

### A világbajnoki döntő játszmái
A döntő mind a 22 játszmája megtalálható a Chessgames oldalán. A döntéssel végződött játszmák:
1. játszma Petroszján–Botvinnik 0–1 40 lépés
Nimzoindiai védelem, Noa-változat ECO E34
1.d4 Hf6 2.c4 e6 3.Hc3 Fb4 4.Vc2 d5 5.cxd5 exd5 6.Fg5 h6 7.Fxf6 Vxf6 8.a3 Fxc3+ 9.Vxc3 c6 10.e3 O-O 11.He2 Be8 12.Hg3 g6 13.f3 h5 14.Fe2 Hd7 15.Kf2 h4 16.Hf1 Hf8 17.Hd2 Be7 18.Bhe1 Ff5 19.h3 Bae8 20.Hf1 He6 21.Vd2 Hg7 22.Bad1 Hh5 23.Bc1 Vd6 24.Bc3 Hg3 25.Kg1 Hh5 26.Fd1 Be6 27.Vf2 Ve7 28.Fb3 g5 29.Fd1 Fg6 30.g4 hxg3 31.Hxg3 Hf4 32.Vh2 c5 33.Vd2 c4 34.Fa4 b5 35.Fc2 Hxh3+ 36.Kf1 Vf6 37.Kg2 Hf4+ 38.exf4 Bxe1 39.fxg5 Ve6 40.f4 Be2+ 0-1
5. játszma Petroszján–Botvinnik 1–0 48 lépés
Grünfeld-védelem, Burille-változat ECO D94
1.c4 g6 2.d4 Hf6 3.Hc3 d5 4.Hf3 Fg7 5.e3 O-O 6.Fe2 dxc4 7.Fxc4 c5 8.d5 e6 9.dxe6 Vxd1+ 10.Kxd1 Fxe6 11.Fxe6 fxe6 12.Ke2 Hc6 13.Bd1 Bad8 14.Bxd8 Bxd8 15.Hg5 Be8 16.Hge4 Hxe4 17.Hxe4 b6 18.Bb1 Hb4 19.Fd2 Hd5 20.a4 Bc8 21.b3 Ff8 22.Bc1 Fe7 23.b4 c4 24.b5 Kf7 25.Fc3 Fa3 26.Bc2 Hxc3+ 27.Bxc3 Fb4 28.Bc2 Ke7 29.Hd2 c3 30.He4 Fa5 31.Kd3 Bd8+ 32.Kc4 Bd1 33.Hxc3 Bh1 34.He4 Bxh2 35.Kd4 Kd7 36.g3 Fb4 37.Ke5 Bh5+ 38.Kf6 Fe7+ 39.Kg7 e5 40.Bc6 Bh1 41.Kf7 Ba1 42.Be6 Fd8 43.Bd6+ Kc8 44.Ke8 Fc7 45.Bc6 Bd1 46.Hg5 Bd8+ 47.Kf7 Bd7+ 48.Kg8 1-0
7. játszma Petroszján–Botvinnik 1–0 52 lépés
|    | |    |    |    |    |    |    |
|    | \| \| \| \| \| \| \| \| \| \| \| \| \| \| \| \| \| \| \| \| \| \| \| \| \| \| \| \| \| \| \| \| \| \| \| \| \| \| \| \| \| \| \| \| \| \| \| \| \| \| \| \| \| \| \| \| \| \| \| \| \| \| \| \| \| \| \| \| \| \| \| \| |    |    |    |    |    |    |
|    | |    |    |    |    |    |    |
| a8 | b8 | c8 | d8 | e8 | f8 | g8 | h8 |
| a7 | b7 | c7 | d7 | e7 | f7 | g7 | h7 |
| a6 | b6 | c6 | d6 | e6 | f6 | g6 | h6 |
| a5 | b5 | c5 | d5 | e5 | f5 | g5 | h5 |
| a4 | b4 | c4 | d4 | e4 | f4 | g4 | h4 |
| a3 | b3 | c3 | d3 | e3 | f3 | g3 | h3 |
| a2 | b2 | c2 | d2 | e2 | f2 | g2 | h2 |
| a1 | b1 | c1 | d1 | e1 | f1 | g1 | h1 |

| a8 | b8 | c8 | d8 | e8 | f8 | g8 | h8 |
| a7 | b7 | c7 | d7 | e7 | f7 | g7 | h7 |
| a6 | b6 | c6 | d6 | e6 | f6 | g6 | h6 |
| a5 | b5 | c5 | d5 | e5 | f5 | g5 | h5 |
| a4 | b4 | c4 | d4 | e4 | f4 | g4 | h4 |
| a3 | b3 | c3 | d3 | e3 | f3 | g3 | h3 |
| a2 | b2 | c2 | d2 | e2 | f2 | g2 | h2 |
| a1 | b1 | c1 | d1 | e1 | f1 | g1 | h1 |

Angol megnyitás ECO A10
1.c4 g6 2.Hf3 Fg7 3.Hc3 e5 4.g3 He7 5.Fg2 O-O 6.d4 exd4 7.Hxd4 Hbc6 8.Hxc6 Hxc6 9.O-O d6 10.Fd2 Fg4 11.h3 Fe6 12.b3 Vd7 13.Kh2 Bae8 14.Bc1 f5 15.Hd5 Kh8 16.Fe3 Fg8 17.Vd2 Hd8 18.Bfd1 He6 19.Hf4 Hxf4 20.Fxf4 Vc8 21.h4 Be7 22.Ff3 Ff7 23.Va5 Fe8 24.c5 d5 (diagram) 25.Fd6 Vd7 26.Fxe7 Vxe7 27.Bxd5 f4 28.Vd2 Fc6 29.Bd3 Fb5 30.Bd4! (pozíciós minőségáldozat) fxg3 31.fxg3 Fxd4 32.Vxd4+ Vg7 33.Vxg7+ Kxg7 34.Bc2
Be8 35.Kg2 Kf6 36.Kf2 Fc6 37.Fxc6 bxc6 38.Bc4 Ke5 39.Ba4 Ba8 40.Ba6 Kd5 41.b4 Kc4 42.a3 Kb5 43.Ba5+ Kc4 44.Ke3 a6 45.Kf4 Kd5 46.Kg5 Be8 47.Bxa6 Bxe2 48.Ba7 Be5+ 49.Kf4 Be7 50.Bb7 Ke6 51.a4 Kd7 52.Bb8 1-0
14. játszma Botvinnik–Petroszján 1–0 57 lépés
Elhárított vezércsel, Charousek (Petroszján)-változat ECO D31
1.d4 d5 2.c4 e6 3.Hc3 Fe7 4.cxd5 exd5 5.Ff4 c6 6.e3 Ff5 7.g4 Fe6 8.h3 Hf6 9.Fd3 c5 10.Hf3 Hc6 11.Kf1 O-O 12.Kg2 cxd4 13.Hxd4 Hxd4 14.exd4 Hd7 15.Vc2 Hf6 16.f3 Bc8 17.Fe5 Fd6 18.Bae1 Fxe5 19.Bxe5 g6 20.Vf2 Hd7 21.Be2 Hb6 22.Bhe1 Hc4 23.Fxc4 Bxc4 24.Bd2 Be8 25.Be3 a6 26.b3 Bc6 27.Ha4 b6 28.Hb2 a5 29.Hd3 f6 30.h4 Ff7 31.Bxe8+ Fxe8 32.Ve3 Ff7 33.g5 Fe6 34.Hf4 Ff7 35.Hd3 Fe6 36.gxf6 Vxf6 37.Vg5 Vxg5+ 38.hxg5 a4 39.bxa4 Bc4 40.a5 bxa5 41.Hc5 Ff5 42.Kg3 a4 43.Kf4 a3 44.Ke5 Bb4 45.Hd3 Bb5 46.Kd6 Kf7 47.Kc6 Fxd3 48.Bxd3 Bb2 49.Bxa3 Bg2 50.Kxd5 Bxg5+ 51.Kc6 h5 52.d5 Bg2 53.d6 Bc2+ 54.Kd7 h4 55.f4 Bf2 56.Kc8 Bxf4 57.Ba7+ 1-0
15. játszma Petroszján–Botvinnik 1–0 58 lépés
Grünfeld-védelem, orosz változat ECO D81
1. d4 Hf6 2. c4 g6 3. Hc3 d5 4. Vb3 dxc4 5. Vxc4 Fg7 6. e4 O-O 7. Fe2 Hc6 8. Hf3 Hd7 9. Fe3 Hb6 10. Vc5 Fg4 11. d5 Hd7 12. Va3 Fxf3 13. Fxf3 Hd4 14. O-O-O Hxf3 15. gxf3 Hb6 16. Vb3 Vd7 17. h4 h5 18. f4 e6 19. dxe6 Vxe6 20. Vxe6 fxe6 21. Bhg1 Kh7 22. Hb5 Bf7 23. Hd4 Be8 24. Hf3 Fh6 25. Hg5+ Fxg5 26. Bxg5 Hc4 27. Bdg1 Bg8 28. Kc2 b6 29. b3 Hd6 30. f3 Bd7 31. B5g2 Bdd8 32. a4 Hf7 33. Fc1 e5 34. Fe3 exf4 35. Fxf4 Bd7 36. Bd2 Bxd2+ 37. Kxd2 Bd8+ 38. Ke2 c5 39. a5 Bd7 40. axb6 axb6 41. Ba1 Kg7 42. Ba6 Bb7 43. Ba8 Kf6 44. Bc8 He5 45. Ke3 Hd7 46. Bc6+ Kf7 47. e5 Hf8 48. Bf6+ Kg7 49. Ke4 b5 50. Bc6 Kf7 51. Bxc5 He6 52. Bd5 Ke7 53. Fe3 Bb8 54. Bd6 b4 55. Ba6 Bb5 56. Ba7+ Ke8 57. f4 Kf8 58. f5 1-0
18. játszma Botvinnik–Petroszján 0–1 61 lépés
|    | |    |    |    |    |    |    |
|    | \| \| \| \| \| \| \| \| \| \| \| \| \| \| \| \| \| \| \| \| \| \| \| \| \| \| \| \| \| \| \| \| \| \| \| \| \| \| \| \| \| \| \| \| \| \| \| \| \| \| \| \| \| \| \| \| \| \| \| \| \| \| \| \| \| \| \| \| \| \| \| \| |    |    |    |    |    |    |
|    | |    |    |    |    |    |    |
| a8 | b8 | c8 | d8 | e8 | f8 | g8 | h8 |
| a7 | b7 | c7 | d7 | e7 | f7 | g7 | h7 |
| a6 | b6 | c6 | d6 | e6 | f6 | g6 | h6 |
| a5 | b5 | c5 | d5 | e5 | f5 | g5 | h5 |
| a4 | b4 | c4 | d4 | e4 | f4 | g4 | h4 |
| a3 | b3 | c3 | d3 | e3 | f3 | g3 | h3 |
| a2 | b2 | c2 | d2 | e2 | f2 | g2 | h2 |
| a1 | b1 | c1 | d1 | e1 | f1 | g1 | h1 |

| a8 | b8 | c8 | d8 | e8 | f8 | g8 | h8 |
| a7 | b7 | c7 | d7 | e7 | f7 | g7 | h7 |
| a6 | b6 | c6 | d6 | e6 | f6 | g6 | h6 |
| a5 | b5 | c5 | d5 | e5 | f5 | g5 | h5 |
| a4 | b4 | c4 | d4 | e4 | f4 | g4 | h4 |
| a3 | b3 | c3 | d3 | e3 | f3 | g3 | h3 |
| a2 | b2 | c2 | d2 | e2 | f2 | g2 | h2 |
| a1 | b1 | c1 | d1 | e1 | f1 | g1 | h1 |

Elhárított vezércsel, Charousek (Petroszján)-változat ECO D31
1. d4 d5 2. c4 e6 3. Hc3 Fe7 4. cd5 ed5 5. Ff4 c6 6. e3 Ff5 7. g4 Fe6 8. h3 Hf6 9. Hf3 Hbd7 10. Fd3 Hb6 11. Vc2 Hc4 12. Kf1 Hd6 13. Hd2 Vc8 14. Kg2 Hd7 15. f3 g6 16. Bac1 Hb6 17. b3 Vd7 18. He2 Hdc8 19. a4 a5 20. Fg3 Fd6 21. Hf4 He7 22. Hf1 h5 23. Fe2 h4 24. Fh2 g5 25. Hd3 Vc7 26. Vd2 Hd7 27. Fg1 Hg6 28. Fh2 He7 29. Fd1 b6 30. Kg1 f6 31. e4 Fh2 32. Vh2 Vh2 33. Bh2 Bd8 34. Kf2 Kf7 35. Ke3 Bhe8 36. Bd2 Kg7 37. Kf2 de4 38. fe4 Hf8 39. He1 Hfg6 40. Hg2 Bd7 41. Fc2 Ff7 42. Hfe3 c5 43. d5 He5 44. Bf1 Fg6 45. Ke1 Hc8 46. Bdf2 Bf7 47. Kd2 Hd6 48. Hf5 Ff5 49. ef5 c4 50. Bb1 b5 51. b4 (diagram) c3+ 52. Kc3 Bc7 53. Kd2 Hec4 54. Kd1 Ha3 55. Bb2 Hdc4 56. Ba2 ab4 57. ab5 Hb5 58. Ba6 Hc3 59. Kc1 Hd5 60. Fa4 Bec8 61. He1 Hf4 0-1
19. játszma Petroszján–Botvinnik 1–0 66 lépés
Vezérindiai védelem, klasszikus változat ECO E19
1.c4 Hf6 2.Hc3 e6 3.Hf3 b6 4.g3 Fb7 5.Fg2 Fe7 6.O-O O-O 7.d4 He4 8.Vc2 Hxc3 9.Vxc3 f5 10.b3 Ff6 11.Fb2 d6 12.Bad1 Hd7 13.He1 Fxg2 14.Hxg2 Fg5 15.Vc2 Fh6 16.e4 f4 17.He1 Ve7 18.e5 dxe5 19.dxe5 Bad8 20.Ve2 Vg5 21.Kg2 a5 22.Hf3 Vh5 23.Fa3 Bfe8 24.Bd4 Hb8 25.Bfd1 Bxd4 26.Bxd4 fxg3 27.hxg3 Vf7 28.Ve4 g6 29.Vb7 Fg7 30.c5 bxc5 31.Fxc5 Hd7 32.Vxc7 Hxe5 33.Vxf7+ Hxf7 34.Ba4 Fc3 35.Bc4 Ff6 36.Fb6 Ba8 37.Ba4 Fc3 38.Fd4 Fb4 39.a3 Fd6 40.b4 Fc7 41.Fc3 Kf8 42.b5 Ke8 43.Bc4 Kd7 44.a4 Bc8 45.Hd2 Hd6 46.Bd4 Ke7 47.Bd3 Hb7 48.He4 e5 49.Fb2 Fb6 50.Fa3+ Ke6 51.Hg5+ Kf5 52.Hxh7 e4 53.g4+ Kf4 54.Bd7 Bc7 55.Bxc7 Fxc7 56.Hf6 Fd8 57.Hd7 Kxg4 58.b6 Fg5 59.Hc5 Hxc5 60.Fxc5 Ff4 61.b7 Fb8 62.Fe3 g5 63.Fd2 Kf5 64.Kh3 Fd6 65.Fxa5 g4 66.Kg2 1-0